# Кирил Кемалов
Кирил Костадинов Кемалов е български политик, деец на Българския земеделски народен съюз.

## Биография
Кирил Кемалов е роден на 10 януари 1906 година в драмското село Калапот, което тогава е в Османската империя. След Междусъюзническата война в 1913 година, когато Калапот остава в Гърция, семейството му бяга в България и се установява в Неврокоп. В 1922 година става член на БЗНС. Като ученик в Неврокопската педагогическа гимназия в 1924 – 1925 година е секретар на антиправителствена група. По време на Априлските събития след атентата в „Света Неделя“ в 1925 година Кемалов е арестуван при Дъбнишката акция на ВМРО и изтезаван в така наречената Къща на ужасите. Изключен е завинаги от всички училища в страната, но в 1928 година ученическите му права са възстановени и в 1929 година завършва Неврокопската гимназия.
От 1929 година до пенсионирането с в 1966 година работи с малки прекъсвания като учител, предимно в помашките села, като се опитва да привлича населението към българщината. Кемалов събира и публикува народно творчество, пише статии в печата по проблемите на българите мохамедани. Автор е на драми, стихове и поеми, сред които драмата „Наследство“ и историческата драма „Потурчване“.
След Деветосептемврийския преврат от 1944 година е секретар и председател на градското и околийско ръководство на БЗНС в Неврокоп. Кмет е на града от февруари 1946 до март 1947 година.
Умира на 7 февруари 1973 година.